# حكومة بومدين الأولى
حكومة بومدين الأولى هي حكومة مؤقتة في ظل حكم المجلس الثوري بعد انقلاب 19 يونيو 1965 على الرئيس أحمد بن بلة. تشكلت في 20 يونيو 1965 و استمرت في عملها إلى غاية 10 يوليو 1965.

## الوزراء المؤقتون
- وزير الداخلية والمالية : أحمد مدغري
- وزير الأوقاف والصحة العامة وقدامى المجاهدين والشؤون الاجتماعية : التيجاني هدام
- وزير التربية الوطنية والاعلام : شريف بلقاسم